# Motobarcapompa

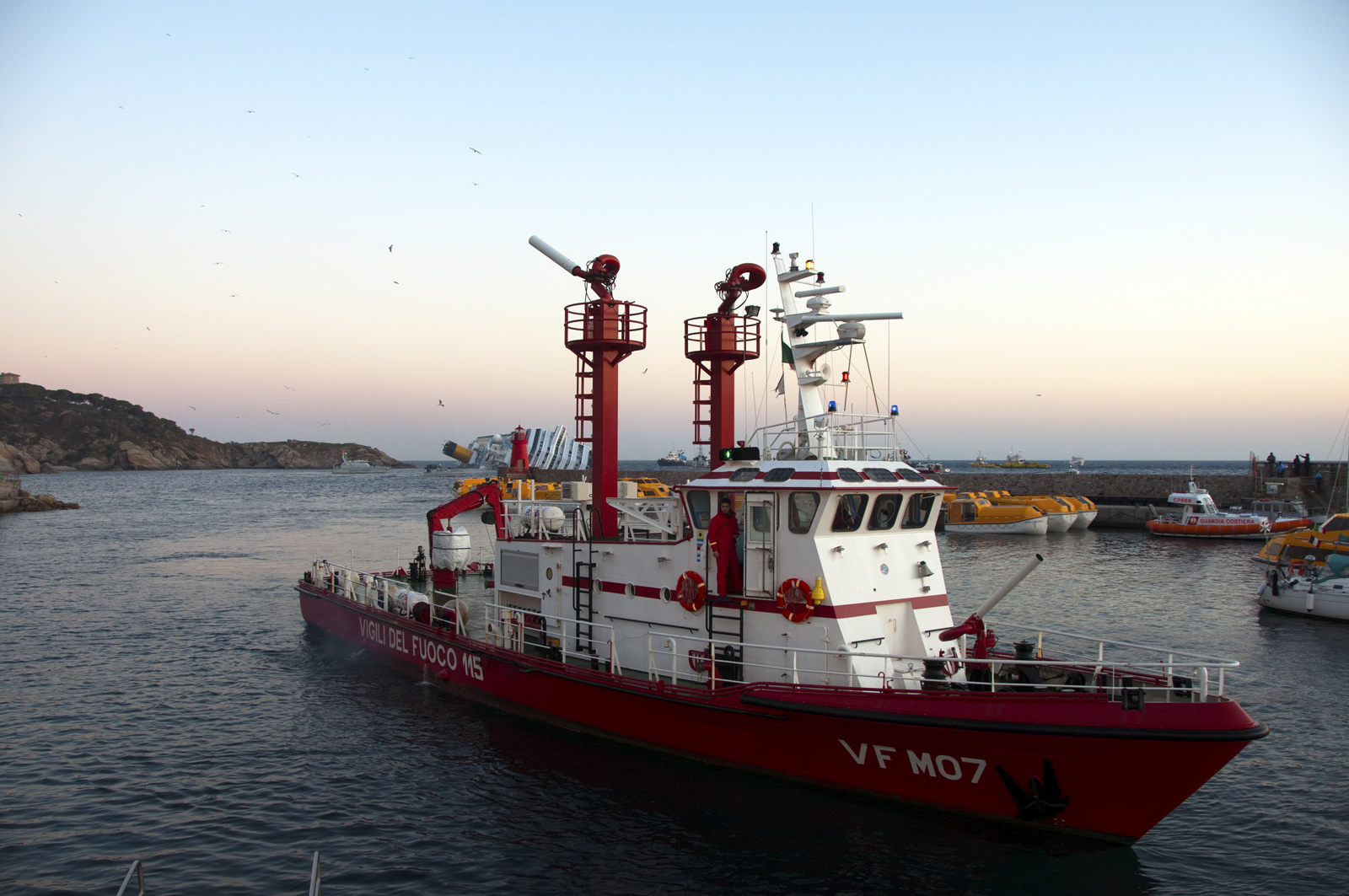
Motobarcapompa VF07 a Giglio Porto la mattina del 14 gennaio 2012, in occasione del naufragio della Costa Concordia.

Bandiera utilizzata dalle navi in servizio governativo non commerciale dello Stato.

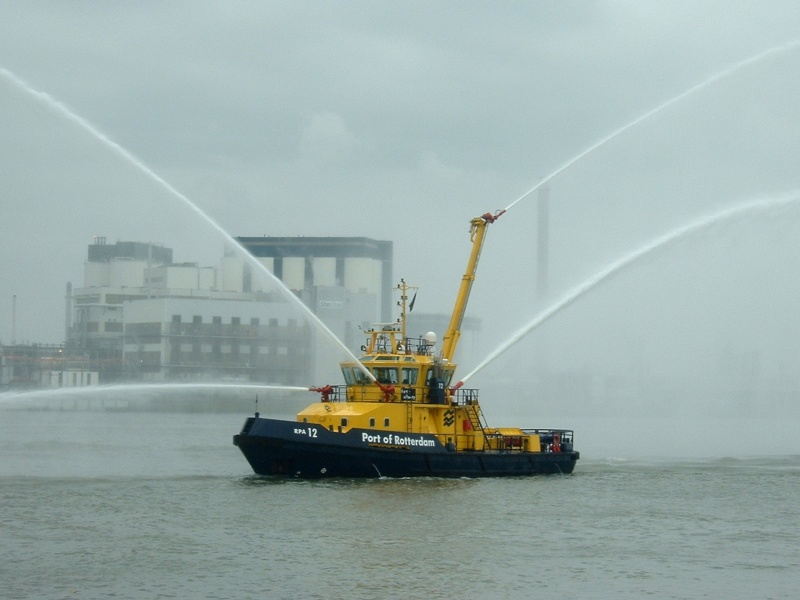
Motobarcapompa nel porto di Rotterdam.

La motobarcapompa è una nave adibita al servizio antincendio navale e alla ricerca e soccorso (SAR) in ambito marittimo, in regime di navigazione nazionale.
In Italia questo tipo di navi vengono iscritte sul Registro delle navi e dei galleggianti in servizio governativo non commerciale dello Stato e sono di solito appartenenti alla flotta del Corpo nazionale dei vigili del fuoco del Ministero dell'interno, ciò comporta l'acquisizione di particolari privilegi riconosciuti dagli articoli 32, 96 e 236 della Convenzione delle Nazioni Unite sul diritto del mare che le equipara alle navi da guerra, godendo, ad esempio, in acque internazionali, della completa immunità dalla giurisdizione di qualunque altro Stato che non sia quello di cui battono bandiera.